# 다비드 이스베리
다비드 이스베리(스웨덴어: David Isberg, 1975년 2월 23일 ~ )는 스웨덴의 음악가이며 스웨덴의 프로그레시브 데스 메탈 밴드 오페스를 창단한 인물로 널리 알려져있다. 그는 또한 'DJ Dake'라는 예명으로 매드체스터에 영향을 받은 독립 전자 음악 DJ로서 성공적인 커리어를 밟고 있기도 하다. 그는 매달 스톡홀름의 록 클럽들에서 DJ로 일하면서 1980년대의 헤비 메탈, 스래시 메탈, 데스 메탈, 스피드 메탈 곡들을 다루기도 한다.

## 오페스 이전
이스베리는 1989년 결성되어 1991년까지 활동한 '프로크리에이션'(Procreation)이라고 하는 스웨덴의 블랙 메탈 밴드에 몸담고 있었다. 밴드 내에서 그는 '언홀리 엠퍼러(Unholy Emperor)'라는 예명을 사용하였다. 이스베리와 함께 밴드 내에서 활동했던, 현재 세리온의 프론트맨으로 유명한 크리스토퍼 존슨은 '네크로'(Necro)라는 예명을 사용했다. 프로크리에이션은 "Enter the Land of the Dark Forgotten Souls of Eternity"와 "Procreation of the Antichrist"라는 이름의 두 개의 데모 테이프를 발매하였고 1989년과 1990년 사이에 스톡홀름 한덴의 훈다지스(Hunddagis)에서 첫 공연을, 1991년 2월 23일에는 이스베리의 16번째 생일을 기념하는 겸 빈 좌석을 채운 여러 세리온 구성원과 함께 두 번째 공연을 한 뒤 해체되었다.

## 오페스
이스베리는 1990년 봄에 테뷔에서 그의 친구 몇 명과 함께 오페스를 결성했다. 그의 오랜 친구였던 미카엘 오케르펠트는 '이럽션'(Eruption)이란 밴드에 몸담고 있었으나 탈퇴를 고려하던 상태였다. 이스베리는 오케르펠트에게 오페스에 가입할 것을 제안했고 그는 이를 받아들였다. 그러나 리허설을 하러 막 도착했을 때는 밴드의 구성원 중 어느 누구도 오케르펠트가 올 것이라는 사실을 알지 못했으며 이미 있던 베이시스트를 쫓아내고 그를 영입하고 싶지 않아했다. 밴드 구성원들은 반발하며 이스베리를 남겨두고 오페스를 떠나버렸다. 그들은 '크롤리'(Crowley)라는 이름의 밴드를 새로 결성한 뒤 1991년에 "The Gate"라는 데모 테이프를 발매했다.
이스베리는 1992년까지 오페스에 남아 있었으나 음악적 견해 차이로 탈퇴했다. 리드 보컬 자리는 오케르펠트가 맡게 되었다.

## 오페스 이후
이스베리는 '그루베자'(Grooveza, 나중에 이름이 '그루베자/퍼즈'(Grooveza/Fuzz)로 바뀐다)라는 이름의 전자 음악 프로젝트와 '뮈니운'(Mynjun)이라는 이름의 데스 메탈 밴드를 하면서 그의 음악 커리어를 이어나갔으며 현재는 '다비드 이스베리 & 더 스톡홀름 워 앙상블(David Isberg & The Stockholm War Ensemble)이라는 실험 음악 프로젝트뿐만 아니라 '뮈니운'의 구성원 아담 스코그바르즈와 함께 데스 메탈 밴드 '튜토리얼(Tutorial)'이라는 밴드를 하고 있다.
그는 또한 '덥플레이트 커넥션'(Dubplate Connection)이라는 블루스 광들로 구성된 밴드에서도 활동했으며 2009년에 "Plays and Sings the blues"라는 이름의 데뷔 음반을 발매했다. 밴드는 음반 출시와 함께 스웨덴과 미국에서 몇 번 공연한 적도 있다. 덥플레이트 커넥션의 다른 구성원들로 모르텐 틸옌더, 리누스 딜레만즈와 '사우스사이드 슬림(Southside Slim)'이 있다. 이스베리는 북미 투어를 앞두고 밴드를 탈퇴했고 다시 민전에서 그의 옛 동료들과 함께 활동하기 시작했다.
현재까지 알려진 바로, 이스베리는 '브라덤'(Brathum) (그가 소유한 오래된 저택의 이름을 본따 만든 밴드)와 재결성된 민전에서 활동한 것으로 보아 최소 2개 이상의 익스트림 메탈 밴드에서 활동하고 있다고 추정된다. 또한 7~8년전부터 쓰고 있던 작사 활동을 끝마치려한다는 루머 또한 전해진다.
2011년 이후 이스베리는 그의 흥미 분야인 천문학과 와인에서 영감을 얻어 그의 밴드 이름을 '블러드 오브 주피터'(bloodofjupiter)라고 바꾼다. 밴드는 인터넷에 여러 리허설 데모 음원들을 올렸다. 또한 그는 여러 메탈 음악가들과 함께 "The nerds of the beast"라는 이름으로 팟캐스트를 운영하고 2017년 7월에 출판된 그의 첫 저서 "Ornament of the Omnious Demoniac - the coagulated blood of David"를 낭독하는 "death metal poetry"를 하기도 한다. 그는 스웨덴의 와인 산업에서 근로 중이며 여러 메탈 공연과 술집에서 DJ로 활동 중이다. 또한 블로그를 운영하는데 업데이트는 거의 되지 않지만 2018년 4월 현재까지 활동 중인 블로거이다.